# Presidentvalet i Rumänien 2024
Presidentvalet i Rumänien 2024 genomfördes den 24 november 2024. Eftersom ingen kandidat uppnådde en kvalificerad majoritet var en andra valomgång planerad till 8 december 2024. Den 6 december beslutade Rumäniens författningsdomstol att upphäva valresultatet med hänvisning till påstådd rysk påverkan. Ett nytt val genomfördes i maj 2025.